# Campionato africano femminile di pallacanestro 1966
Il 1º Campionato africano femminile di pallacanestro FIBA (noto anche come FIBA AfroBasket Women 1966) si è svolto in Guinea dall'11 al 14 aprile 1966.
I Campionati africani femminili di pallacanestro sono una manifestazione biennale tra le squadre nazionali, organizzata dalla FIBA Africa. Vincitore della manifestazione fu la squadra della Repubblica Araba Unita.

## Squadre partecipanti
- Rep. Araba Unita
- Guinea
- Rep. Centrafricana
- Senegal

## Fase finale
| Squadra               | P | V - P | PF - PS | +/- |
| --------------------- | - | ----- | ------- | --- |
| 1. Rep. Araba Unita   | 5 | 2 - 1 | 98 - 67 | +31 |
| 2. Guinea             | 5 | 2 - 1 | 75 - 76 | -1  |
| 3. Rep. Centrafricana | 4 | 1 - 2 | 79 - 97 | -18 |
| 4. Senegal            | 4 | 1 - 2 | 69 - 81 | -22 |

| Conakry 11 aprile 1966 | Rep. Araba Unita | 41 – 19 (22-5) | Rep. Centrafricana |  |

| Conakry 12 aprile 1966 | Guinea | 21 – 19 (8-2) | Senegal |  |

| Conakry 13 aprile 1966 | Rep. Araba Unita | 22 – 25 (12-7) | Senegal |  |

| Conakry 13 aprile 1966 | Rep. Centrafricana | 22 – 31 (15-20) | Guinea |  |

| Conakry 13 aprile 1966 | Rep. Centrafricana | 38 – 25 (13-9) | Senegal |  |

| Conakry 14 aprile 1966 | Rep. Araba Unita | 35 – 23 (21-11) | Guinea |  |

## Classifica finale
| Campione d'Africa | Campione d'Africa  | Campione d'Africa |
| ----------------- | ------------------ | ----------------- |
| Rep. Araba Unita  |                    |                   |
| Argento           | Guinea             |                   |
| Bronzo            | Rep. Centrafricana |                   |
| 4.                | Senegal            |                   |